# Campeonato de España de Ciclismo en Ruta 1945
El XLIV Campeonato de España de Ciclismo en Ruta se disputó en Madrid el 29 de junio de 1945 sobre un recorrido de 150 kilómetros con seis vueltas al circuito de la Cuesta de Las Perdices en formato de contrarreloj.   
El ganador fue el corredor Juan Gimeno se impuso en la prueba. Joaquín Olmos y Delio Rodríguez completaron el podio.  

## Clasificación final
| Pos. | Ciclista           | Equipo | Tiempo    |
| ---- | ------------------ | ------ | --------- |
| 1.   | Juan Gimeno        | -      | 4h 12'49" |
| 2.   | Joaquín Olmos      | -      | a 16"     |
| 3.   | Delio Rodríguez    | -      | a 3'16"   |
| 4.   | Dalmacio Langarica | -      | a 4'52"   |
| 5.   | Vicente Carretero  | -      | a 9'15"   |
| 6.   | Vicente Miró       | -      | a 10'31"  |
| 7.   | Cipriano Elys      | -      | a 13'32"  |
| 8.   | Julián Berrendero  | -      | a 13'48"  |
| 9.   | Antonio Martín     | -      | a 18'34"  |
| -    | Antonio Sancho     | -      | s.c.      |